# Gō Kaburaki
Gō Kaburaki (japanisch 鏑木 豪 Kaburaki Gō; * 26. August 1977 in der Präfektur Tokio) ist ein ehemaliger japanischer Fußballspieler.

## Karriere
Kaburaki erlernte das Fußballspielen in der Schulmannschaft der Tokyo Institute of Technology High School und der Universitätsmannschaft der Kokushikan-Universität. Seinen ersten Vertrag unterschrieb er 1999 bei den Yokohama F. Marinos. Der Verein spielte in der höchsten Liga des Landes, der J1 League. Im Juni 1999 wurde er an den Ligakonkurrenten Júbilo Iwata ausgeliehen. 2000 kehrte er zu Yokohama F. Marinos zurück. 2001 wechselte er zum Ligakonkurrenten FC Tokyo. 2002 wechselte er zum Ligakonkurrenten Vissel Kobe. Im März 2002 wechselte er zum Zweitligisten Avispa Fukuoka. 2003 wechselte er zum Ligakonkurrenten Mito HollyHock. Für den Verein absolvierte er 16 Ligaspiele. Danach spielte er bei den Arte Takasaki und Tonan Maebashi. Ende 2012 beendete er seine Karriere als Fußballspieler.

## Erfolge
Júbilo Iwata
- J1 League

Meister: 1999
Yokohama F. Marinos
- J1 League

Vizemeister: 2000